# Olympische Sommerspiele 2012/Leichtathletik – Marathon (Männer)

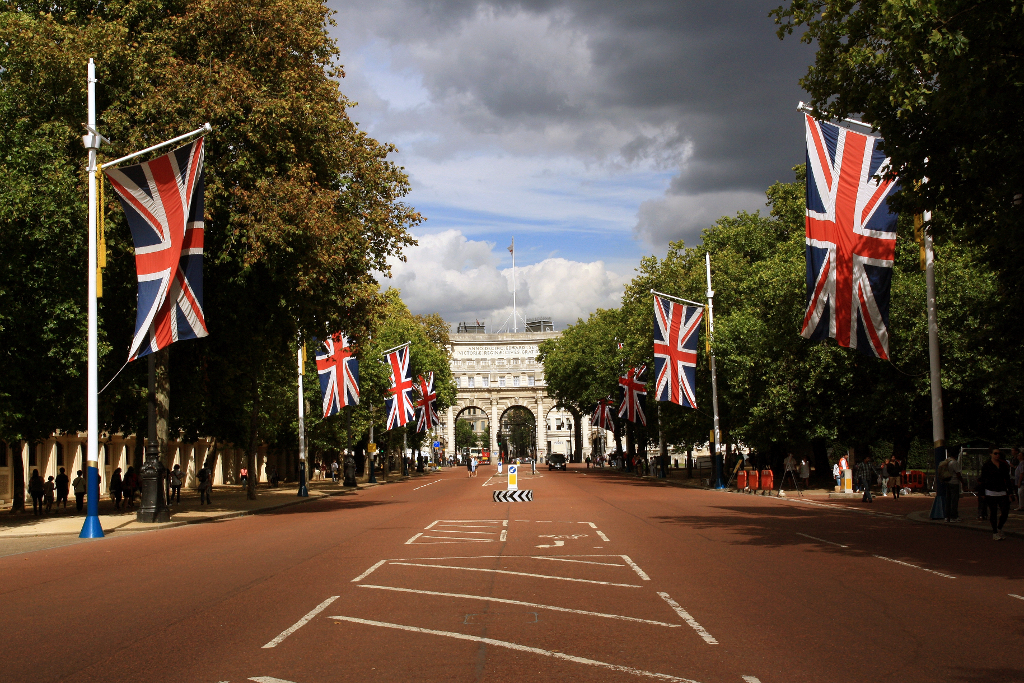
The Mall mit Blick auf den Buckingham Palace im Jahr 2011

Der Marathonlauf der Männer bei den Olympischen Spielen 2012 in London wurde am 12. August 2012 auf einem Kurs in der Innenstadt von London ausgetragen. 105 Athleten nahmen teil, von denen 85 das Ziel erreichten.
Olympiasieger wurde der Ugander Stephen Kiprotich, der vor den beiden Kenianern Abel Kirui und Wilson Kipsang gewann.
Der Schweizer Viktor Röthlin kam als Elfter ins Ziel, Marcel Tschopp aus Liechtenstein belegte Rang 75, der Österreicher Günther Weidlinger musste das Rennen aufgeben.
Athleten aus Deutschland nahmen nicht teil.

## Aktuelle Titelträger
| Olympiasieger                      | Samuel Wanjiru ( Kenia)                    | 2:06:32 h                                  | Peking 2008       |
| Weltmeister                        | Abel Kirui ( Kenia)                        | 2:07:38 h                                  | Daegu 2011        |
| Europameister                      | Wettbewerb nicht im Meisterschaftsprogramm | Wettbewerb nicht im Meisterschaftsprogramm | Helsinki 2012     |
| Zentralamerika und Karibik-Meister | Wettbewerb nicht im Meisterschaftsprogramm | Wettbewerb nicht im Meisterschaftsprogramm | Mayagüez 2011     |
| Südamerika-Meister                 | Wettbewerb nicht im Meisterschaftsprogramm | Wettbewerb nicht im Meisterschaftsprogramm | Buenos Aires 2011 |
| Asienmeister                       | Mohammed Abduh Bakhet ( Katar)             | 2:21:06 h                                  | Pattaya 2011      |
| Afrikameister                      | Wettbewerb nicht im Meisterschaftsprogramm | Wettbewerb nicht im Meisterschaftsprogramm | Porto-Novo 2012   |
| Ozeanienmeister                    | Jonathan Peters ( Australien)              | 2:20:05 h                                  | Gold Coast 2012   |

## Bestehende Rekorde
| Weltrekord         | Patrick Musyoki ( Kenia) | 2:03:38 h | Berlin, Deutschland                      | 25. September 2011 |
| Olympischer Rekord | Samuel Wanjiru ( Kenia)  | 2:06:32 h | Marathon von Peking, Volksrepublik China | 24. August 2008    |

Der bestehende olympische Rekord wurde bei diesen Spielen nicht erreicht. Die Siegerzeit des Goldmedaillengewinners Stephen Kiprotich aus Uganda lautete 2:08:01 h. Den Rekord verfehlte er damit um 1:29 min. Zum Weltrekord fehlten ihm 4:23 min.
Anmerkung:
Alle Zeiten in diesem Beitrag sind nach Londoner Ortszeit (UTC±0) angegeben.

## Streckenführung
Start und Ziel des Marathonlaufes befanden sich auf der Straße The Mall in Sichtweite des Buckingham Palace. Zuerst ging es Richtung Nordosten bis zum Trafalgar Square, dann nach rechts bis zum Ufer der Themse. Dort ging es weiter rechts in Richtung Süden entlang der Uferstraße. Am Londoner Wahrzeichen Big Ben bog der Kurs wiederum nach rechts in Richtung Westen ab. Weiter ging es entlang des St. James’ Parks und an dessen Ende in einem Bogen nach Norden. So führte die Strecke am Victoria Memorial wieder auf die Straße The Mall.
Der Weg verlief nun bis zur Themse, dort diesmal nach links Richtung Norden, wo die Strecke in einen Rundkurs von ca. zwölf Kilometern mündete, der drei Mal zu absolvieren war. Der Weg folgte dem Nordufer der Themse bis zur Blackfriars Bridge und bog dann nach links in die Innenstadt ab. Die St Paul’s Cathedral wurde passiert, anschließend das Museum of London. Dann wandte sich der Weg nach Osten und folgte einer kurvenreichen Streckenführung. Es ging vorbei am Mansion House, an der Bank of England und am Leadenhall Market bis zum Tower of London. Hier wendete der Kurs in Richtung Themseufer. Es ging zurück bis zum Big Ben, entlang des St. James’ Parks zum Victoria Memorial und dann zum Start- und Zielpunkt. Nach zwei weiteren Runden endete das Rennen schließlich auf The Mall.
Insgesamt hatten die Athleten einen Höhenunterschied von ca. sechzehn Metern zu bewältigen. Start und Ziel lagen auf fünf Metern Höhe, die tiefste Stelle auf ca. 1,5 Metern am Themseufer. Der höchste Punkt von 17,7 Metern wurde bei der St Paul’s Cathedral erreicht.

## Doping
Der Marokkaner Abderrahime Bouramdane hatte gegen die Antidopingregeln verstoßen, was ihm durch Irregularitäten in seinem Biologischen Pass nachgewiesen wurde. Er erhielt eine zweijährige Sperre. die am 1. Oktober 2017 begann. Alle seine seit dem 14. April 2011 erzielten Resultate wurden annulliert.

## Resultat

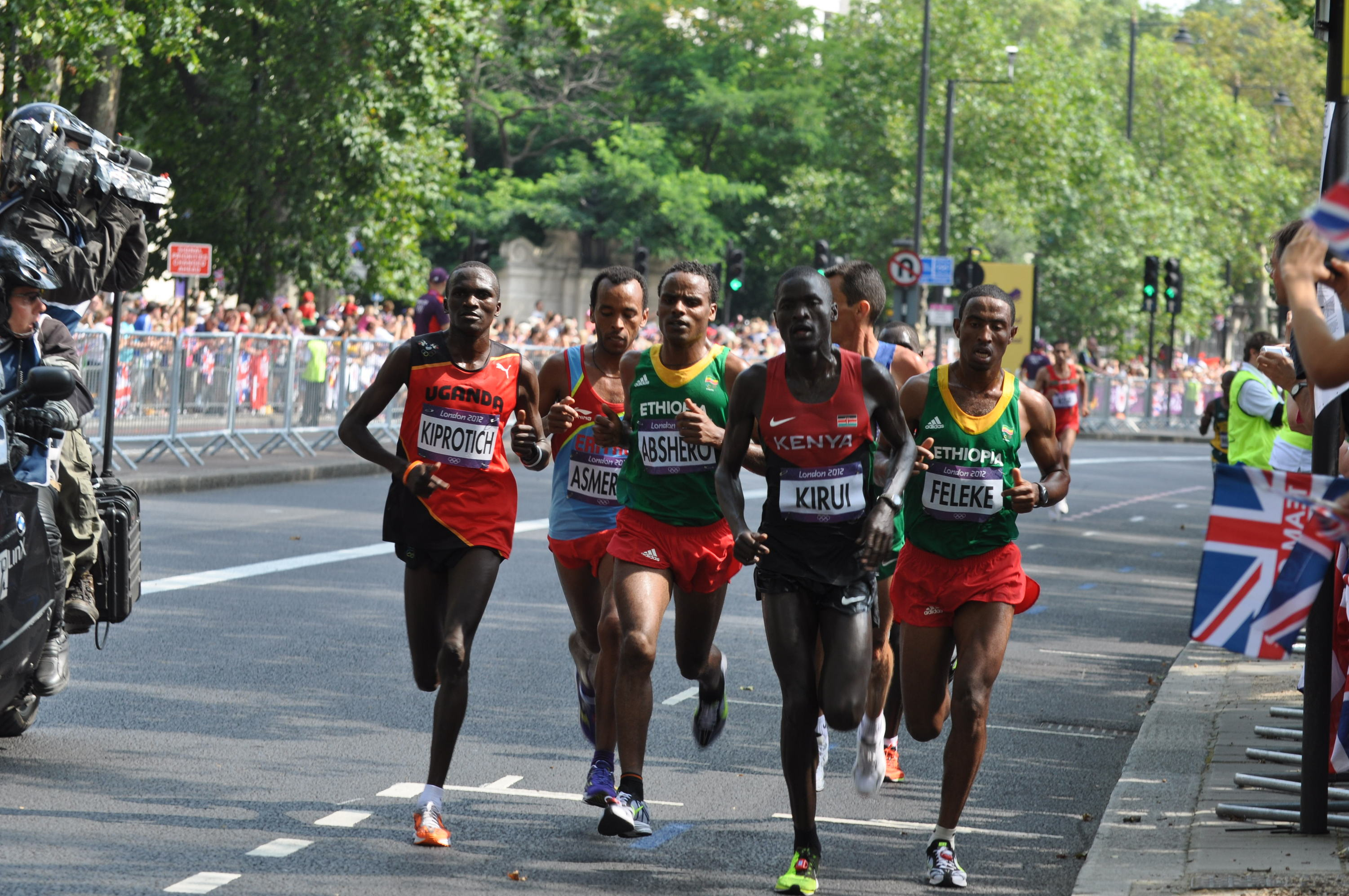
Die Führungsgruppe zwischen Waterloo Bridge und Blackfriars Bridge

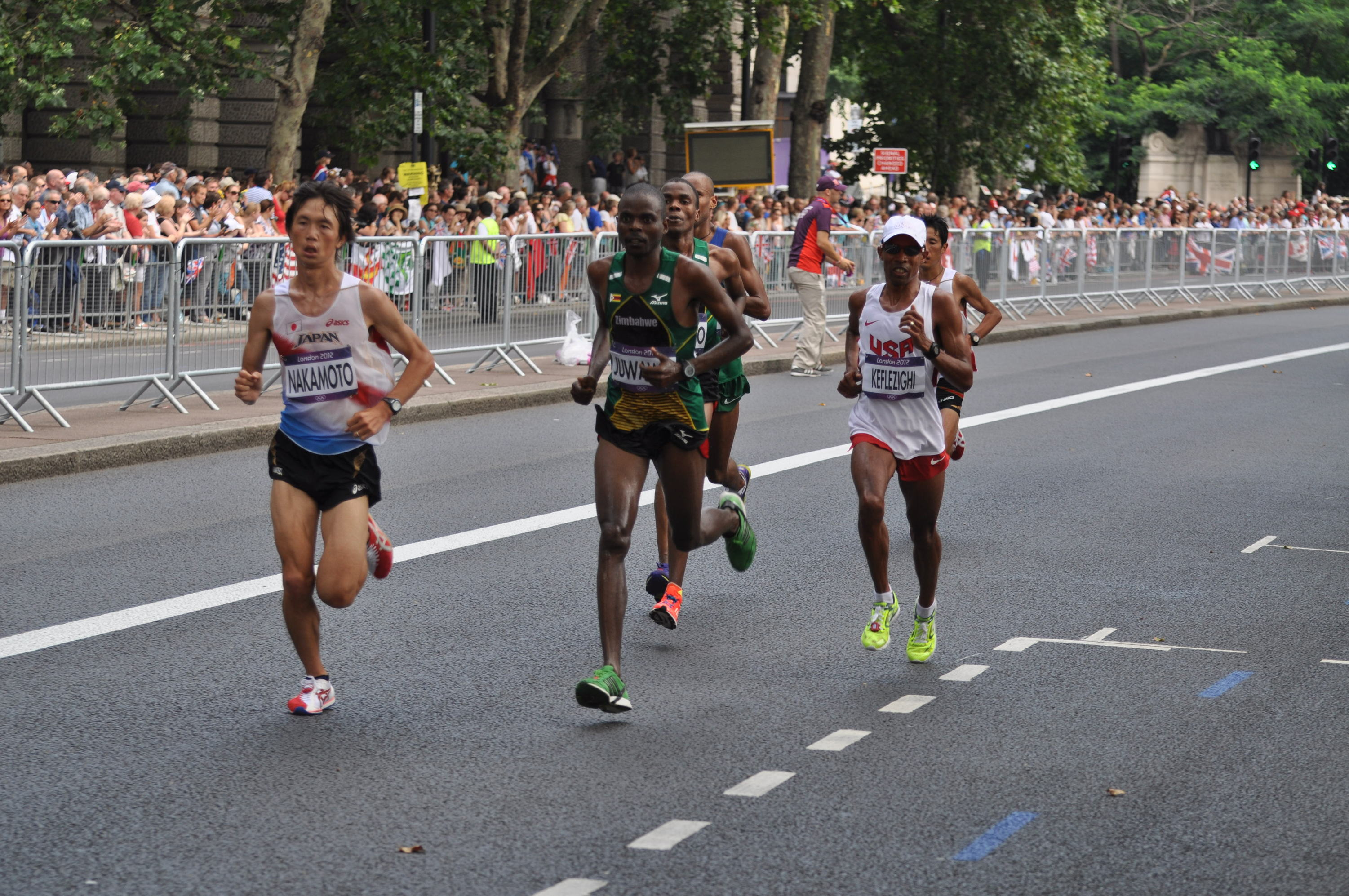
Läufergruppe zwischen Waterloo Bridge und Blackfriars Bridge

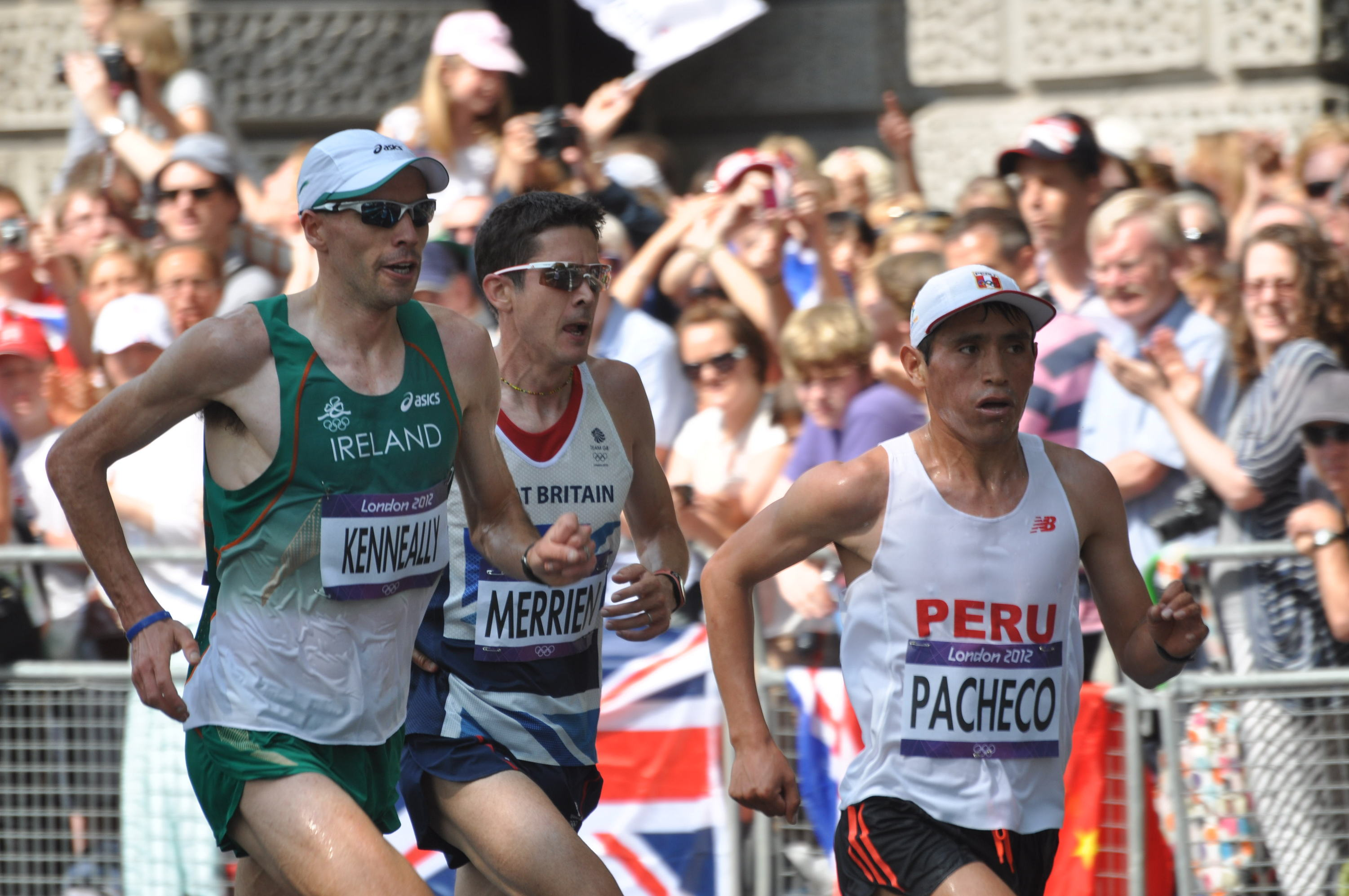
Zwischen Waterloo Bridge und Blackfriars Bridge: weitere Läufergruppe

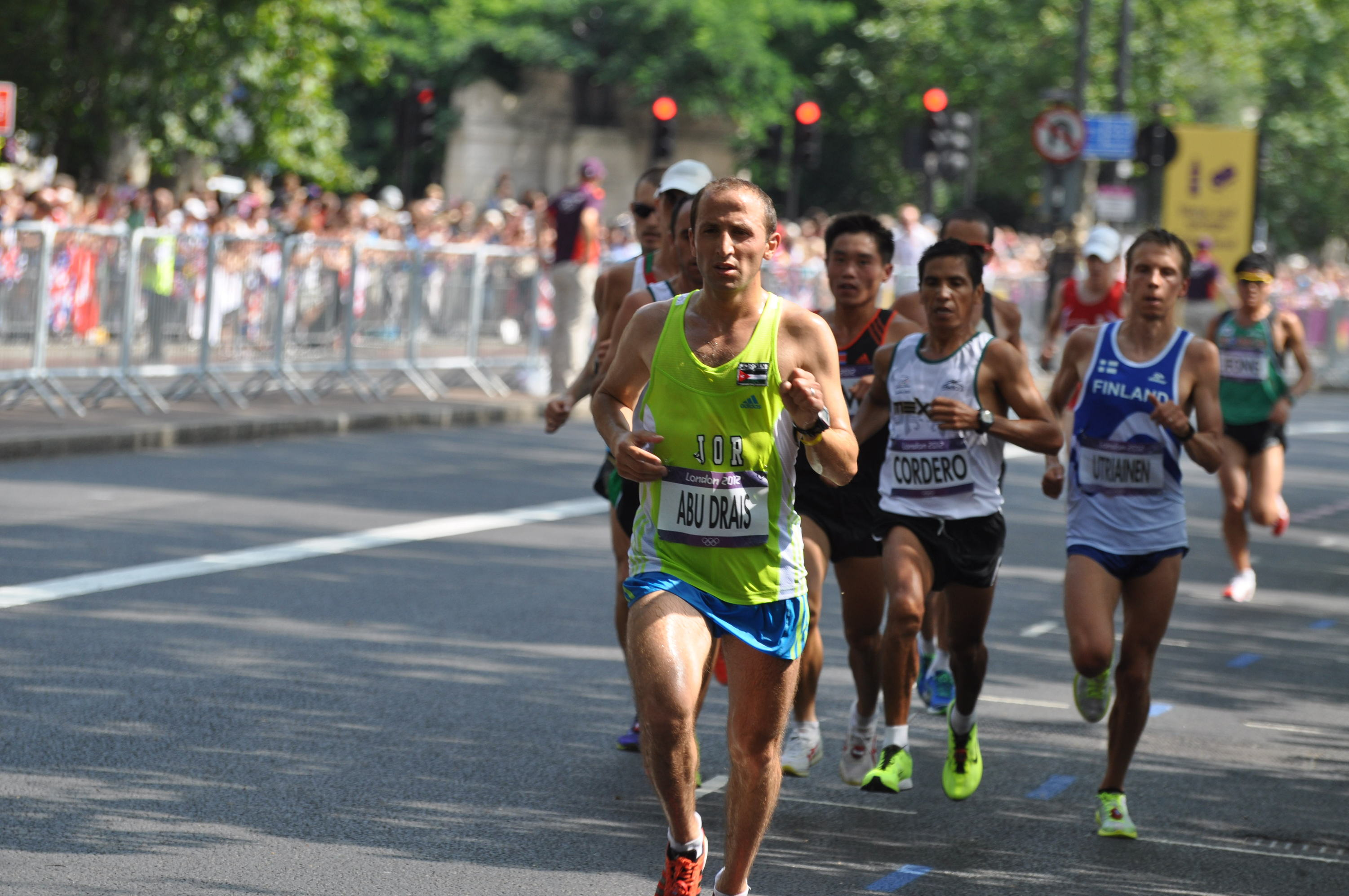
Zwischen Waterloo Bridge und Blackfriars Bridge: eine Verfolgergruppe

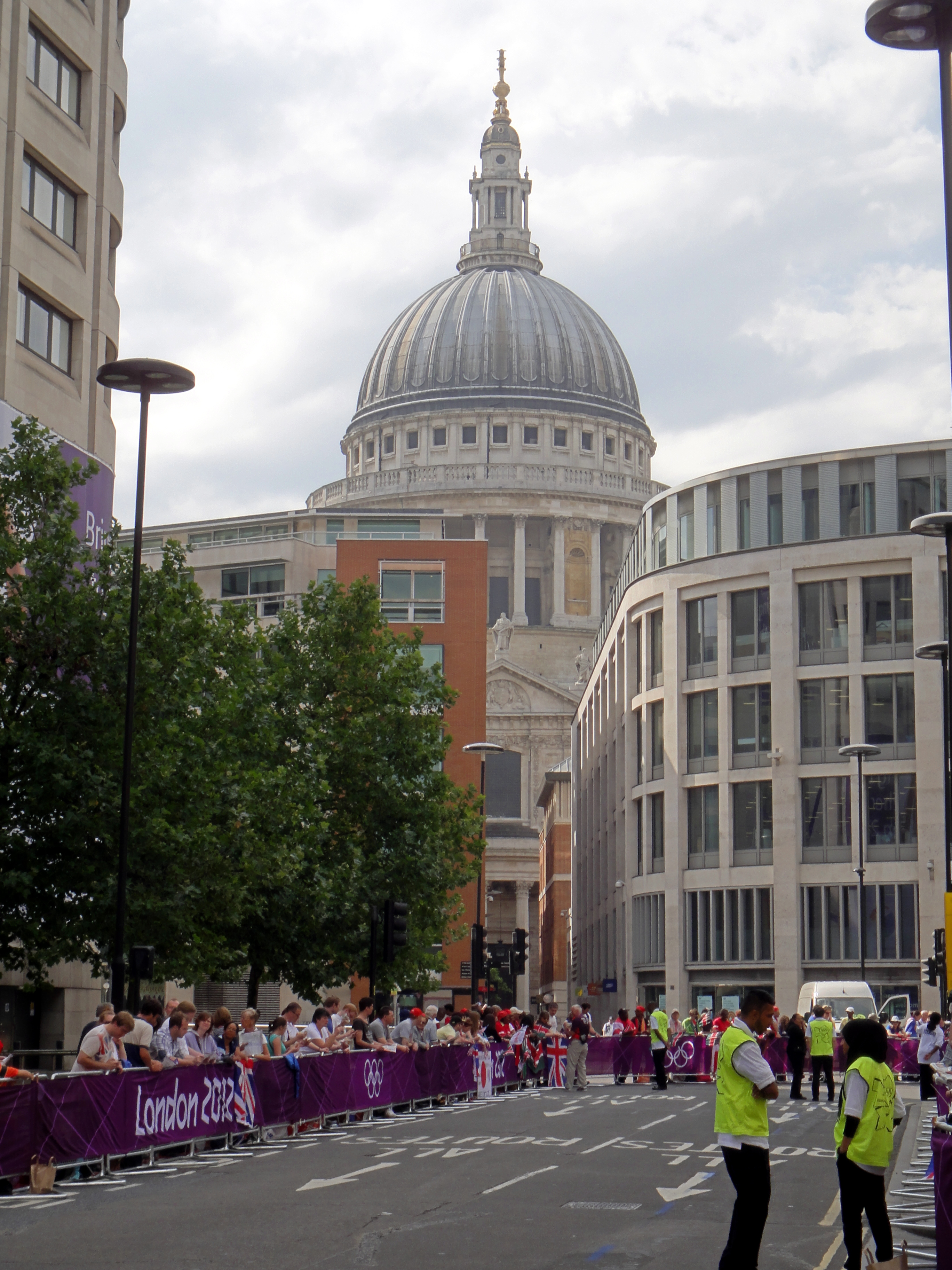
Zuschauer in der Nähe der St Paul’s Cathedral

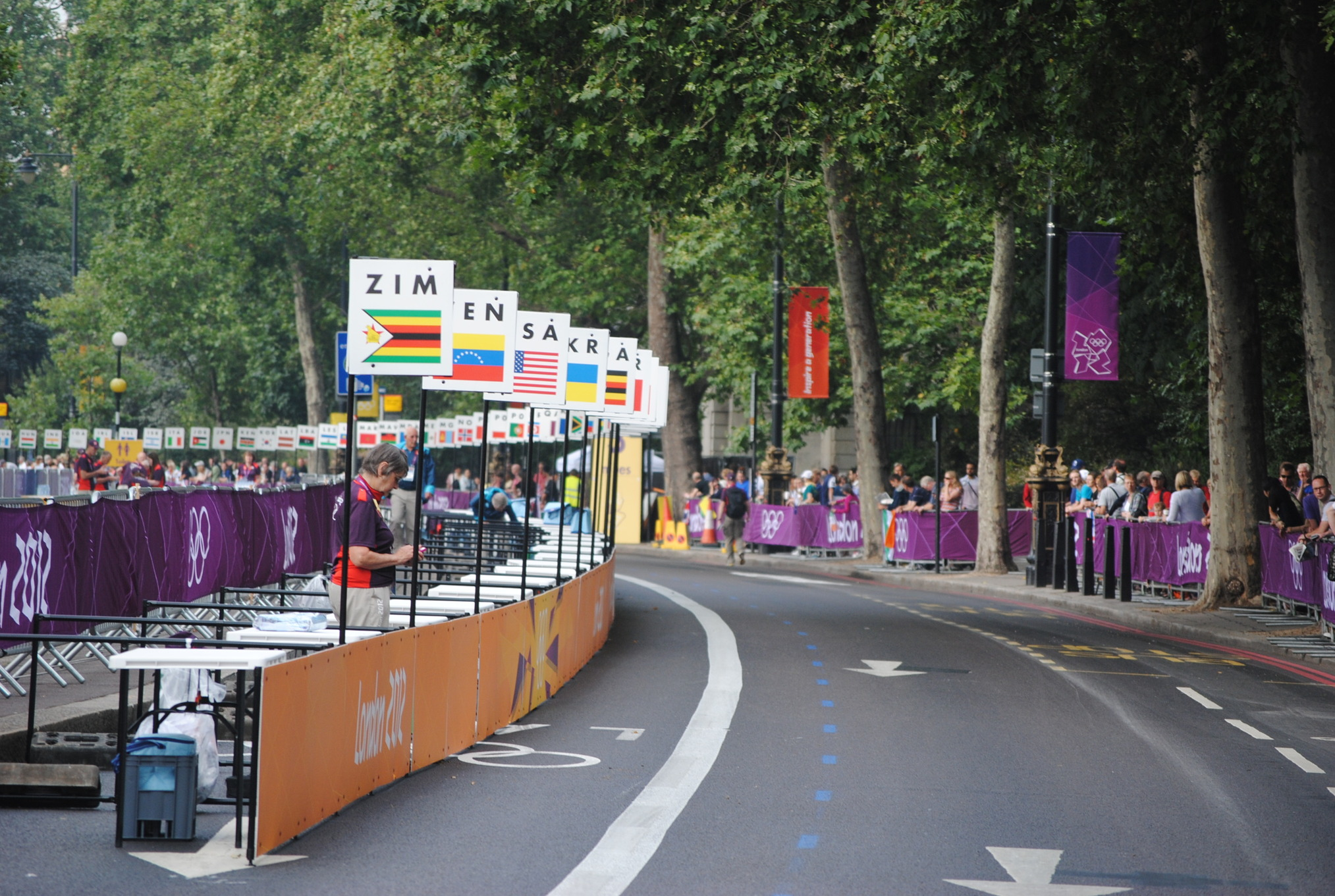
Zwischen Waterloo Bridge und Blackfriars Bridge: Zuschauer und eine Verpflegungsstation

12. August 2012, 11.00 Uhr
| Zwischenzeiten      | Zwischenzeiten | Zwischenzeiten                                                                            | Zwischenzeiten |
| Zwischenzeit- Marke | Zwischenzeit   | Führende(r)                                                                               | 5-km-Zeit      |
| ------------------- | -------------- | ----------------------------------------------------------------------------------------- | -------------- |
| 5 km                | 15:23 min      | Wilson Kipsang Kiprotich in großer Gruppe                                                 | 15:23 min      |
| 10 km               | 30:38 min      | Franck de Almeida – 8 s vor großer Verfolgergruppe                                        | 15:15 min      |
| 15 km               | 44:58 min      | Wilson Kipsang – 13 s vor 8köpfiger Verfolgergruppe                                       | 14:20 min      |
| 20 km               | 59:57 min      | Wilson Kipsang – 14 s vor 7köpfiger Verfolgergruppe                                       | 14:59 min      |
| 25 km               | 1:14:58 h00    | Kipsang – 7 s vor Kirui, Kiprotich, Abshero                                               | 15:01 min      |
| 30 km               | 1:30:15 h00    | Kirui, Kipsang, Kiprotich – 36 s vor Abshero und 40 s vor dos Santos                      | 15:16 min      |
| 35 km               | 1:46:03 h00    | Kirui, Kipsang, Kiprotich – 1:13 min vor dos Santos und 2:12 min vor Nakamoto, Keflezighi | 15:38 min      |
| 40 km               | 2:01:12 h00    | Kiprotich – 19 s vor Kirui / 51 s vor Kipsang und 2:32 min vor dos Santos                 | 15:08 min      |

| Platz | Name                   | Bild | Nation                        | Zeit (h) |
| ----- | ---------------------- | ---- | ----------------------------- | -------- |
| 0 1   | Stephen Kiprotich      |      | Uganda                        | 2:08:01  |
| 0 2   | Abel Kirui             |      | Kenia                         | 2:08:27  |
| 0 3   | Wilson Kipsang         |      | Kenia                         | 2:09:37  |
| 0 4   | Meb Keflezighi         |      | USA                           | 2:11:06  |
| 0 5   | Marílson dos Santos    |      | Brasilien                     | 2:11:10  |
| 0 6   | Kentarō Nakamoto       |      | Japan                         | 2:11:16  |
| 0 7   | Cuthbert Nyasango      |      | Simbabwe                      | 2:12:08  |
| 0 8   | Paulo Roberto Paula    |      | Brasilien                     | 2:12:17  |
| 0 9   | Henryk Szost           |      | Polen                         | 2:12:28  |
| 10    | Ruggero Pertile        |      | Italien                       | 2:12:45  |
| 11    | Viktor Röthlin         |      | Schweiz                       | 2:12:48  |
| 12    | Oleksandr Sitkowskyj   |      | Ukraine                       | 2:12:56  |
| 13    | Franck de Almeida      |      | Brasilien                     | 2:13:35  |
| 14    | Alexei Reunkow         |      | Russland                      | 2:13:49  |
| 15    | Wirimai Juwawo         |      | Simbabwe                      | 2:14:09  |
| 16    | Michael Shelley        |      | Australien                    | 2:14:10  |
| 17    | Emmanuel Mutai         |      | Kenia                         | 2:14:49  |
| 18    | Rachid Kisri           |      | Marokko                       | 2:15:09  |
| 19    | Yared Asmerom          |      | Eritrea                       | 2:15:24  |
| 20    | Dylan Wykes            |      | Kanada                        | 2:15:26  |
| 21    | Raúl Pacheco           |      | Peru                          | 2:15:35  |
| 22    | Eric Gillis            |      | Kanada                        | 2:16:00  |
| 23    | Dmitri Safronow        |      | Russland                      | 2:16:04  |
| 24    | Carles Castillejo      |      | Spanien                       | 2:16:17  |
| 25    | Iaroslav Mușinschi     |      | Moldau                        | 2:16:25  |
| 26    | Marius Ionescu         |      | Rumänien                      | 2:16:28  |
| 27    | Reid Coolsaet          |      | Kanada                        | 2:16:29  |
| 28    | Martin Dent            |      | Australien                    | 2:16:29  |
| 29    | Witalij Schafar        |      | Ukraine                       | 2:16:36  |
| 30    | Lee Merrien            |      | Großbritannien                | 2:17:00  |
| 31    | Ignacio Cáceres        |      | Spanien                       | 2:17:11  |
| 32    | Lee Du-haeng           |      | Südkorea                      | 2:17:19  |
| 33    | Faustine Mussa         |      | Tansania                      | 2:17:39  |
| 34    | José Carlos Hernández  |      | Spanien                       | 2:17:48  |
| 35    | Miguel Barzola         |      | Argentinien                   | 2:17:54  |
| 36    | Urige Buta             |      | Norwegen                      | 2:17:58  |
| 37    | Grigori Andrejew       |      | Russland                      | 2:18:20  |
| 38    | José Amado García      |      | Guatemala                     | 2:18:23  |
| 39    | Daniel Vargas          |      | Mexiko                        | 2:18:26  |
| 40    | Ryo Yamamoto           |      | Japan                         | 2:18:34  |
| 41    | Jesper Faurschou       |      | Dänemark                      | 2:18:44  |
| 42    | Kári Steinn Karlsson   |      | Island                        | 2:18:47  |
| 43    | Lusapho April          |      | Südafrika                     | 2:19:00  |
| 44    | Mike Tebulo            |      | Malawi                        | 2:19:11  |
| 45    | Arata Fujiwara         |      | Japan                         | 2:19:11  |
| 46    | Primož Kobe            |      | Slowenien                     | 2:19:28  |
| 47    | Guor Marial            |      | Unabhängige Olympiateilnehmer | 2:19:32  |
| 48    | Luís Feiteira          |      | Portugal                      | 2:19:40  |
| 49    | Stephen Mokoka         |      | Südafrika                     | 2:19:52  |
| 50    | Miguel Ángel Almachi   |      | Ecuador                       | 2:19:53  |
| 51    | Bat-Otschiryn Ser-Od   |      | Mongolei                      | 2:20:10  |
| 52    | Pak Song-chol          |      | Nordkorea                     | 2:20:20  |
| 53    | Kim Kwang-hyok         |      | Nordkorea                     | 2:20:20  |
| 54    | Dong Guojian           |      | Volksrepublik China           | 2:20:39  |
| 55    | Anuradha Cooray        |      | Sri Lanka                     | 2:20:41  |
| 56    | Methkal Abu Drais      |      | Jordanien                     | 2:21:00  |
| 57    | Mark Kenneally         |      | Irland                        | 2:21:13  |
| 58    | Yonas Kifle            |      | Eritrea                       | 2:21:25  |
| 59    | Iwan Babaryka          |      | Ukraine                       | 2:21:52  |
| 60    | Carlos Cordero         |      | Mexiko                        | 2:22:08  |
| 61    | Scott Overall          |      | Großbritannien                | 2:22:37  |
| 62    | Pedro Mora             |      | Venezuela                     | 2:22:40  |
| 63    | Jeff Hunt              |      | Australien                    | 2:22:59  |
| 64    | Stsiapan Rahautsou     |      | Belarus                       | 2:23:23  |
| 65    | César Lizano           |      | Costa Rica                    | 2:24:16  |
| 66    | Samson Ramadhani       |      | Tansania                      | 2:24:53  |
| 67    | Jan Kreisinger         |      | Tschechien                    | 2:25:03  |
| 68    | Mohammed Abduh Bakhet  |      | Katar                         | 2:25:17  |
| 69    | Jussi Utriainen        |      | Finnland                      | 2:26:25  |
| 70    | Arturo Malaquías       |      | Mexiko                        | 2:26:37  |
| 71    | Wissem Hosni           |      | Tunesien                      | 2:26:43  |
| 72    | Tamás Kovács           |      | Ungarn                        | 2:27:48  |
| 73    | Jang Sin-kweon         |      | Südkorea                      | 2:28:20  |
| 74    | Antoni Bernadó         |      | Andorra                       | 2:28:34  |
| 75    | Marcel Tschopp         |      | Liechtenstein                 | 2:28:54  |
| 76    | Bekir Karayel          |      | Türkei                        | 2:29:38  |
| 77    | Chang Chia-che         |      | Chinesisch Taipeh             | 2:29:58  |
| 78    | Ram Singh Yadav        |      | Indien                        | 2:30:06  |
| 79    | Jean Pierre Mvuyekure  |      | Ruanda                        | 2:30:19  |
| 80    | Konstantinos Poulios   |      | Griechenland                  | 2:33:17  |
| 81    | Zohar Zemiro           |      | Israel                        | 2:34:59  |
| 82    | Jeong Jin-hyeok        |      | Südkorea                      | 2:38:45  |
| 83    | Juan Carlos Cardona    |      | Kolumbien                     | 2:40:13  |
| 84    | Augusto Ramos Soares   |      | Osttimor                      | 2:45:09  |
| 85    | Tsepo Ramonene         |      | Lesotho                       | 2:55:54  |
| DNF   | Abdihakem Abdirahman   |      | USA                           |          |
| DNF   | Ayele Abshero          |      | Äthiopien                     |          |
| DNF   | Ali Mabrouk El Zaidi   |      | Libyen                        |          |
| DNF   | Getu Feleke            |      | Äthiopien                     |          |
| DNF   | Tayeb Filali           |      | Algerien                      |          |
| DNF   | Ilunga Mande Zatara    |      | Demokratische Republik Kongo  |          |
| DNF   | Ryan Hall              |      | USA                           |          |
| DNF   | Abraham Kiprotich      |      | Frankreich                    |          |
| DNF   | Li Zicheng             |      | Volksrepublik China           |          |
| DNF   | Abdellatif Meftah      |      | Frankreich                    |          |
| DNF   | Coolboy Ngamole        |      | Südafrika                     |          |
| DNF   | Roman Prodius          |      | Moldau                        |          |
| DNF   | Dino Sefir             |      | Äthiopien                     |          |
| DNF   | Rui Pedro Silva        |      | Portugal                      |          |
| DNF   | Patrick Tambwé         |      | Frankreich                    |          |
| DNF   | Samuel Tsegay          |      | Eritrea                       |          |
| DNF   | Günther Weidlinger     |      | Österreich                    |          |
| DNF   | Darko Živanović        |      | Serbien                       |          |
| DNF   | Valērijs Žolnerovičs   |      | Lettland                      |          |
| DOP   | Abderrahime Bouramdane |      | Marokko                       | DNF      |

## Rennverlauf
Das Rennen war von Beginn an nicht übermäßig schnell, aber von Bummeltempo konnte zu keiner Zeit die Rede sein. Bereits vor der 10-km-Marke setzte sich mit dem Brasilianer Franck de Almeida ein erster Läufer einige Sekunden vom Feld ab. Er wurde jedoch bald wieder gestellt. Schon wenig später gab es durch den Kenianer Wilson Kipsang einen erneuten Versuch, sich zu lösen. Kipsang legte nun ein sehr hohes Tempo vor und lief mit 14:20, 14:59 und 15:01 min die drei schnellsten 5-km-Abschnitte des gesamten Rennens überhaupt. Es bildete sich eine achtköpfige Verfolgergruppe. Kipsang arbeitete zwar zwischenzeitlich einen Vorsprung von bis zu fünfzehn Sekunden heraus, doch seine Gegner ließen sich nicht entscheidend abschütteln. Bei Kilometer dreißig schlossen sein Landsmann Abel Kirui und Stephen Kiprotich aus Uganda zu Kipsang auf. Direkt hinter ihnen folgte der Äthiopier Ayele Abshero, der jedoch nicht herankam und bald zurückfiel. Bei Kilometer 35 führten die drei Spitzenreiter mit einem Vorsprung von über einer Minute auf den Brasilianer Marílson dos Santos. Eine weitere Minute zurück folgten der Japaner Kentarō Nakamoto und der US-Amerikaner Meb Keflezighi.
Kiprotich griff nach 37 Kilometern an und zog an den beiden Kenianern vorbei. Kirui lag bei Kilometer vierzig neunzehn Sekunden zurück, Kipsang weitere 32 Sekunden dahinter. Stephen Kiprotich gewann schließlich das Rennen und kam 26 Sekunden vor Abel Kirui ins Ziel. Dritter wurde Wilson Kipsang mit einem Rückstand von 1:36 min auf Stephen Kiprotich. Meb Keflezighi zog auf den letzten Kilometern noch vorbei an Marílson dos Santos. Keflezighis Rückstand auf den Bronzemedaillengewinner betrug 1:29 Minuten, sein Vorsprung auf dos Santos ganze vier Sekunden. Der Japaner Kentarō Nakamoto belegte sechs Sekunden hinter dos Santos den sechsten Rang.
Stephen Kiprotich ist der erste Olympiasieger und Medaillengewinner Ugandas im Marathonlauf. Es war der zweite Olympiasieg Ugandas überhaupt in der olympischen Geschichte nach 1972, als John Akii-Bua in München den 400-Meter-Hürdenlauf gewann.
Der als unabhängiger Olympiateilnehmer startende Guor Marial stammt aus dem Südsudan.

## Video
- Athletics - Men's Marathon - Day 16, London 2012 Olympic Games, youtube.com, abgerufen am 17. April 2022